# توپ طلای ۲۰۲۱
توپ طلای ۲۰۲۱ (به انگلیسی: 2021 Ballon d'Or) ۶۵اُمین رویداد سالیانهٔ توپ طلا بود که از سوی فرانس فوتبال، اهدا شد. مراسم اهدای این جایزه در ۲۹ نوامبر ۲۰۲۱ در شهر پاریس برگزار شد.در این مراسم لیونل مسی برای هفتمین بار توپ طلا را به‌دست آورد. جانلوئیجی دوناروما بهترین دروازه‌بان سال و پدری بهترین بازیکن جوان سال انتخاب شدند.

## فهرست
نامزدهای کسب این جایزه در ۸ اکتبر ۲۰۲۱ میلادی اعلام شدند.
| رتبه | بازیکن             | باشگاه                  | امتیاز |
| ---- | ------------------ | ----------------------- | ------ |
| ۱    | لیونل مسی          | بارسلونا پاری سن-ژرمن   | ۶۱۳    |
| ۲    | روبرت لواندوفسکی   | بایرن مونیخ             | ۵۸۰    |
| ۳    | جورجینیو           | چلسی                    | ۴۶۰    |
| ۴    | کریم بنزما         | رئال مادرید             | ۲۳۹    |
| ۵    | انگولو کانته       | چلسی                    | ۱۸۶    |
| ۶    | کریستیانو رونالدو  | یوونتوس منچستر یونایتد  | ۱۷۸    |
| ۷    | محمد صلاح          | لیورپول                 | ۱۲۱    |
| ۸    | کوین دی بروینه     | منچستر سیتی             | ۷۳     |
| ۹    | کیلیان امباپه      | پاری سن-ژرمن            | ۵۸     |
| ۱۰   | جانلوئیجی دوناروما | آ.ث. میلان پاری سن-ژرمن | ۳۶     |
| ۱۱   | ارلینگ هالند       | بروسیا دورتموند         | ۳۳     |
| ۱۲   | روملو لوکاکو       | اینتر میلان چلسی        | ۲۶     |
| ۱۳   | جورجو کیه‌لینی      | یوونتوس                 | ۲۶     |
| ۱۴   | لئوناردو بونوچی    | یوونتوس                 | ۱۸     |
| ۱۵   | رحیم استرلینگ      | منچستر سیتی             | ۱۰     |
| ۱۶   | نیمار              | پاری سن-ژرمن            | ۹      |
| ۱۷   | لوییس سوارز        | اتلتیکو مادرید          | ۸      |
| ۱۸   | سیمون کیایر        | آ.ث. میلان              | ۸      |
| ۱۹   | میسون ماونت        | چلسی                    | ۷      |
| ۲۰   | ریاض محرز          | منچستر سیتی             | ۷      |
| ۲۱   | برونو فرناندز      | منچستر یونایتد          | ۶      |
| ۲۱   | لائوتارو مارتینس   | اینتر میلان             | ۶      |
| ۲۳   | هری کین            | تاتنهام هاتسپر          | ۴      |
| ۲۴   | پدری               | بارسلونا                | ۳      |
| ۲۵   | فیل فودن           | منچستر سیتی             | ۲      |
| ۲۶   | نیکولو بارلا       | اینتر میلان             | ۱      |
| ۲۶   | جرارد مورنو        | ویارئال                 | ۱      |
| ۲۶   | روبن دیاز          | منچستر سیتی             | ۱      |
| ۲۹   | لوکا مودریچ        | رئال مادرید             | ۰      |
| ۲۹   | سزار آزپیلیکوئتا   | چلسی                    | ۰      |

## جایزه کوپا
نامزد ها در ۸ اکتبر ۲۰۲۱ اعلام شدند.
| ردیف | بازیکن         | باشگاه(ها)                    | امتیاز |
| ---- | -------------- | ----------------------------- | ------ |
| ۱    | پدری           | بارسلونا                      | ۸۹     |
| ۲    | جود بلینگام    | بروسیا دورتموند               | ۳۹     |
| ۳    | جمال موزیالا   | بایرن مونیخ                   | ۳۸     |
| ۴    | نونو مندز      | اسپورتینگ لیسبون پاری سن-ژرمن | ۲۳     |
| ۵    | میسن گرینوود   | منچستر یونایتد                | ۱۵     |
| ۶    | بوکایو ساکا    | آرسنال                        | ۸      |
| ۷    | فلوریان ورتز   | بایر ۰۴ لورکوزن               | ۸      |
| ۸    | رایان گراونبرخ | آژاکس آمستردام                | ۳      |
| ۹    | جیووانی رینا   | بروسیا دورتموند               | ۱      |
| ۹    | جرمی دوکو      | رن                            | ۱      |

## توپ طلای زنان
| ردیف | بازیکن              | باشگاه(ها)               | امتیاز |
| ---- | ------------------- | ------------------------ | ------ |
| ۱    | الکسیا پوتیاس       | بارسلونا                 | ۱۸۶    |
| ۲    | جنیفر هرموسو        | بارسلونا                 | ۸۴     |
| ۳    | سامانتا کر          | چلسی                     | ۴۶     |
| ۴    | ویوین میدما         | آرسنال                   | ۴۶     |
| ۵    | لیکه مارتنس         | بارسلونا                 | ۴۰     |
| ۶    | کریستین سینکلر      | پورتلند تورنز            | ۳۶     |
| ۷    | پرنیله هاردر        | چلسی                     | ۳۳     |
| ۸    | اشلی لارنس          | پاری سن ژرمن             | ۲۶     |
| ۹    | جسی فلمینگ          | چلسی                     | ۲۵     |
| ۱۰   | فرن کیربی           | چلسی                     | ۲۲     |
| ۱۱   | ماگدالنا اریکسون    | چلسی                     | ۲۰     |
| ۱۲   | کریستین اندلر       | پاری سن ژرمن المپیک لیون | ۱۹     |
| ۱۳   | استینا بلکستنیوس    | هکن                      | ۱۰     |
| ۱۴   | سم میواس            | منچستر سیتی              | ۸      |
| ۱۵   | ایرن پارسس          | پاری سن ژرمن بارسلونا    | ۸      |
| ۱۶   | الن وایت            | منچستر سیتی              | ۴      |
| ۱۷   | کادیدیاتو دیانی     | پاری سن ژرمن             | ۳      |
| ۱۸   | ماری-آنتوینی کاتوتو | پاری سن ژرمن             | ۳      |
| ۱۹   | ساندرا پانیوس       | بارسلونا                 | ۳      |
| ۲۰   | وندی رنار           | المپیک لیون              | ۲      |

## جایزه یاشین
| ردیف | بازیکن             | باشگاه(ها)              | امتیاز |
| ---- | ------------------ | ----------------------- | ------ |
| ۱    | جانلوئیجی دوناروما | آ.ث. میلان پاری سن-ژرمن | ۵۹۴    |
| ۲    | ادوارد مندی        | چلسی                    | ۴۰۴    |
| ۳    | یان اوبلاک         | اتلتیکو مادرید          | ۱۵۵    |
| ۴    | ادرسون مورائس      | منچستر سیتی             | ۹۳     |
| ۵    | مانوئل نویر        | بایرن مونیخ             | ۹۱     |
| ۶    | امیلیانو مارتینز   | استون ویلا              | ۹۰     |
| ۷    | کاسپر اشمایکل      | لستر سیتی               | ۳۷     |
| ۸    | تیبو کورتوا        | رئال مادرید             | ۲۹     |
| ۸    | کیلور ناواس        | پاری سن-ژرمن            | ۲۹     |
| ۱۰   | سمیر هاندانوویچ    | اینتر میلان             | ۸      |

## مهاجم سال
| رتبه | بازیکن           | باشگاه(ها)  | مجموع گل ها |
| ---- | ---------------- | ----------- | ----------- |
| ۱    | رابرت لواندوفسکی | بایرن مونیخ | ۶۴          |

## بهترین باشگاه سال
| رتبه | باشگاه | مجموع بازیکنان | مردان | زنان |
| ۱    | چلسی   | ۱۰             | ۵     | ۵    |